# 莫愁湖

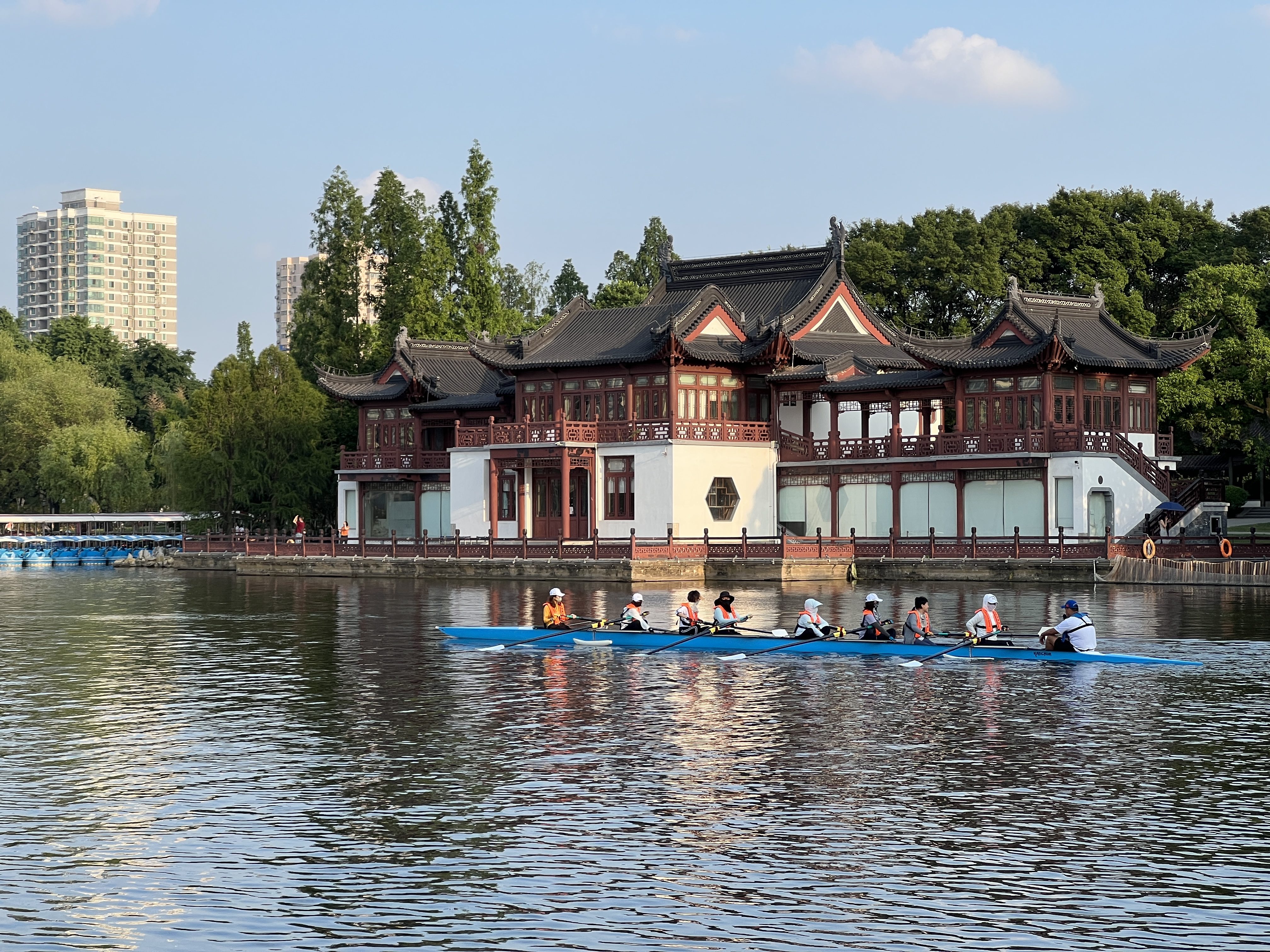
莫愁湖畔的抱月楼

莫愁湖古称横塘，因其依石头城，故又称石城湖，是位于中国江苏省南京市城区西南部的一个淡水湖。面积为0.295平方公里，外观呈三角形，是南京市内仅次于玄武湖的第二大城市湖泊。平均水深为1.5米，湖区地势平坦，为封闭性内陆湖泊，2020年曾进行过全湖清淤。

## 名称由来
莫愁湖是为了纪念不愿意进宫为妃而投湖的莫愁女而改名。另相传南齐时，有洛阳少女莫愁，因家贫远嫁江东富户卢家，移居南京石城湖畔。莫愁端庄贤慧，乐于助人，后人为纪念她，便将石城湖改名为莫愁湖。在她故居郁金堂侧赏荷厅的莲花池内，塑有一尊二米高的汉白玉塑像，现已成为南京标志性景点之一。

## 文化价值与景观
莫愁湖公园是一座有着1500年悠久历史和丰富人文资源的江南古典名园，为六朝胜迹。公园现有面积为58.36公顷，其中水面为32.36公顷。园内楼、轩、亭、榭错列有致，堤岸垂柳，水中海棠。胜棋楼、郁金堂、水榭、抱月楼、曲径回廊等掩映在山石松竹、花木绿荫之中。莫愁湖自古有“江南第一名湖”、“金陵第一名胜”、“金陵四十八景之首”等美誉。 